# Johan Fredric Scherman
Johan (Hans) Fredric Scherman, född 5 november 1766 i Örtomta socken, död 26 januari 1837 i Östra Hargs socken, han var en svensk kyrkoherde i Östra Hargs församling.

## Biografi
Johan Fredric Scherman föddes 5 november 1766 på Ekenäs i Örtomta socken. Han var son till inspektorn Per Schierman och Margareta Maria Zetterstrand. Scherman studerade i Linköping och blev höstterminen 1786 student vid Uppsala universitet. Han prästvigdes 11 november 1791 och blev 21 april 1802 komminister i Askeby församling, tillträdde samma år. Scherman tog pastoralexamen 29 april 1812 och blev 30 september 1818 kyrkoherde i Östra Hargs församling, tillträddes 1820. Han blev 7 augusti 1830 prost. Scherman avled 26 januari 1837 i Östra Hargs socken.

### Familj
Scherman gifte sig första gången 2 maj 1802 med Anna Elisabeth Svensson (1765–1805). Hon hade tidigare varit gift med lantbrukaren Johan Christopher Loo på Gräverum i Västra Eneby socken. Scherman och Svensson fick tillsammans barnen Fredrik Bleckert (1803–1803), Catharina Charlotta (född 1804), Fredrik Bleckert (1804–1840).
Scherman gifte sig andra gången 7 oktober 1806 med Maria Ulrica Wong (1771–1843). Hon var dotter till kyrkoherden i Vikingstads socken. Maria Ulrica Wong var tidigare gift med komministern E. J. Carlsson i Vikingstads socken. Scherman och Wong fick tillsammans sonen Henrik Herman Israel Schierman (1807–1857).